# Condition Critical (Quiet Riot album)
A Condition Critical a Quiet Riot 1984-es nagylemeze. Az album témái, és zenei világa nagyban hasonlít elődjéhez a Metal Health-hoz. Az album felvételeit 1984-ben készítették el, és végül július 27-én jelentették meg.
Az album, ha nem is annyira mint a Metal Health, de sikeres lett. A Billboard listán amerikában a 15. helyezést érte el, valamint egyszer platinalemez lett.
A 2. felvétel a "Mama Weer All Crazee Now" (a "Cum On Feel The Noize"-hoz hasonlóan) egy Slade feldolgozás.

## Tartalma
Az összes dalt Kevin DuBrow írta. A kivételek külön jelölve.
1. "Sign of the Times" – 5:03 (Cavazo/DuBrow)
2. "Mama Weer All Crazee Now" – 3:38 (Noddy Holder/Jim Lea)
3. "Party All Night" – 3:32
4. "Stomp Your Hands, Clap Your Feet" – 4:38
5. "Winners Take All" – 5:32
6. "Condition Critical" – 5:02 (DuBrow/Cavazo/Banali)
7. "Scream and Shout" – 4:01 (DuBrow/Cavazo/Sarzo)
8. "Red Alert" – 4:28
9. "Bad Boy" – 4:21
10. "(We Were) Born to Rock" – 3:34

## Közreműködők
- Kevin DuBrow – ének
- Carlos Cavazo – gitár
- Rudy Sarzo – basszusgitár
- Frankie Banali – dob

## Külső hivatkozások
- "Mama Weer All Crazee Now" videóklip. YouTube